# Hadidi
Hadidi fou un poeta i historiador otomà del segle xvi que escrigué una història de la dinastia otomana acabada vers el 1533. Va deixar també diversos poemes.